# Schuberth
Cet article concerne l'entreprise allemande. Pour les autres significations, voir Schuberth (homonymie).
 (août 2024).
Si vous disposez d'ouvrages ou d'articles de référence ou si vous connaissez des sites web de qualité traitant du thème abordé ici, merci de compléter l'article en donnant les références utiles à sa vérifiabilité et en les liant à la section « Notes et références ».
Schuberth GmbH est une société allemande qui fabrique des casques de sécurité pour motards et pour le sport automobile. Elle a été fondée au début des années 1920 à Brunswick en Basse-Saxe. Elle est dirigée depuis 2008 par Marc Lejeune.

## Description
Schuberth, fondée en 1922 à Brunswick, est une entreprise allemande spécialisée dans la fabrication de casques, notamment pour les motocyclistes. En 1954, elle lance son premier casque de moto, l'Aero 1, marquant le début de son engagement dans ce secteur. Aujourd'hui, l'usine ultramoderne de Magdebourg produit 1,5 million de casques par an que BMW Motorrad vend sous sa propre marque, distribués dans 55 pays. Schuberth ne se limite pas aux casques moto, elle fournit également des casques à 65 armées, aux sapeurs-pompiers, et aux employés du bâtiment. L'entreprise a collaboré avec Michaël Schumacher pour développer des modèles comme le C3 et le SR1.
En Formule 1, Schuberth fournit des casques pour Michael et Ralf Schumacher, Nick Heidfeld, Felipe Massa, Kimi Räikkönen et Mark Webber, entre autres, avec le Schuberth Formel 1-Racehelm RF1.
La société produit un certain nombre de casques de moto que l'on peut acheter en tant que particulier, cependant les casques que la société conçoit pour la course automobile sont principalement ceux utilisés en Formule 1 qui sont faits artisanalement en Italie, et aucun de ceux-ci n'est disponible à l'achat par le grand public.
Outre un large éventail de casques, dont des casques pour les pompiers et les travailleurs de la construction, Schuberth produit également des équipements de protection individuelle, tels que la protection du visage et la protection de l'ouïe.
Schuberth est en concurrence avec des marques de casque haut de gamme comme les fabricants français GPA, italiens Suomy, AGV, Stilo et Bieffe entre autres, les japonais Shoei, Arai et Rheos de Honda ainsi que les américains Bell (en) et Simpson.